# Powtawche Valerino

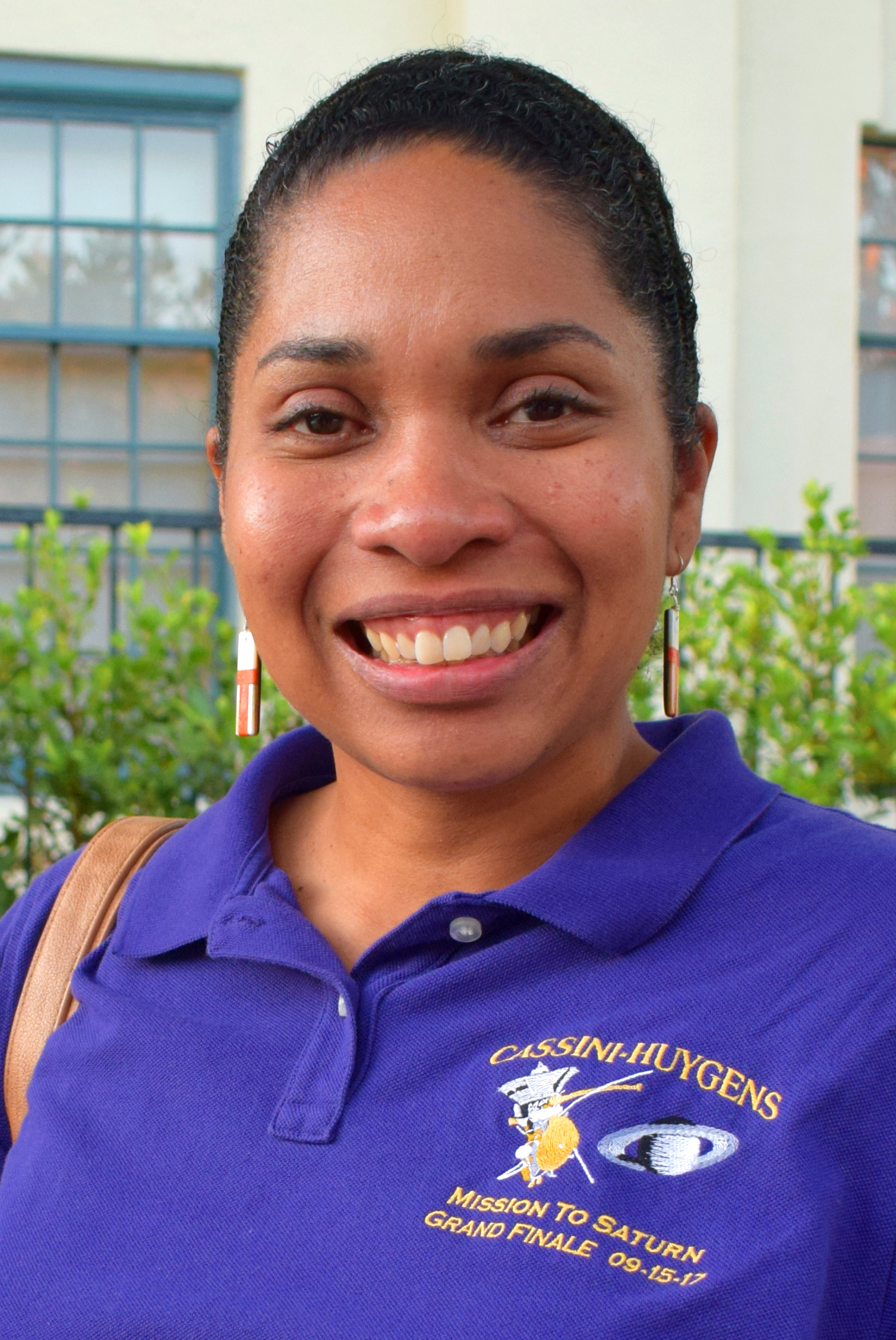
Powtawche Valerino, 2017

Powtawche N. Valerino ist eine US-amerikanische Maschinenbauingenieurin am Jet Propulsion Laboratory der NASA. Sie arbeitete als Navigationsingenieurin für die Cassini-Huygens-Mission.

## Kindheit und Studium
Valerinos Mutter ist eine Choctaw aus Mississippi und ihr Vater ist Afroamerikaner. Sie wuchs im Mississippi-Coctaw-Indianerreservat auf und ist ein eingetragenes Mitglied des Stammes. Als sie zehn Jahre alt war, zog sie mit ihrer Familie nach New Orleans. Einige Jahre später sah sie die Explosion des Space Shuttle Challenger im Fernsehen und begann sich für die Wissenschaft zu interessieren. Während der High School absolvierte Valerino ein Praktikum in Maschinenbau im Rahmen des Summer High School Apprenticeship Research Program der NASA, bei dem hochbegabte Schüler NASA-Fachleute begleiten dürfen.
Sie erwarb einen Bachelor-Abschluss in Maschinenbau an der Stanford University. Sie erhielt einen Master und einen Doktortitel in Maschinenbau an der Rice University. Während der Sommermonate an der Graduate School absolvierte Valerino Praktika am Johnson Space Center in Houston und am Stennis Space Center in Hancock County (Mississippi), wo sie im Team des X-38-Auftriebsflugkörpers (Rettungsboot der Internationalen Raumstation) arbeitete. 2005 reichte sie ihre Dissertation mit dem Titel Optimizing Interplanetary Trajectories to Mars via Electrical Propulsion (Optimierung interplanetarer Flugbahnen zum Mars mit Hilfe elektrischer Antriebe) ein. Sie war die erste amerikanische Ureinwohnerin, die an der Rice University einen Doktortitel in Ingenieurwissenschaften erlangte.

## Forschung und Karriere
Valerino arbeitet seit 2005 in der Abteilung für Missionsdesign und Navigation des Jet Propulsion Laboratory. Sie arbeitete zunächst an der vorgeschlagenen Jupiter-Icy-Moons-Orbiter-Mission und wechselte dann zur Cassini-Mission, wo sie als Navigatorin im Manöver- und Flugbahnteam tätig war. Die Cassini-Mission übertraf bei weitem die prognostizierte Lebensdauer von vier Jahren, die von Ingenieuren wie Valerino auf dreizehn Jahre erhöht wurde. Während der gesamten Cassini-Mission informierte Valerino die Öffentlichkeit über den Status der Raumsonde und ihre Ergebnisse.
Ihr jüngstes Projekt war die Raumsonde Parker Solar Probe, die am 12. August 2018 startete. Sie war der erste Satellit, der so nah an der Sonne vorbeiflog wie Helios 2 im Jahr 1976.

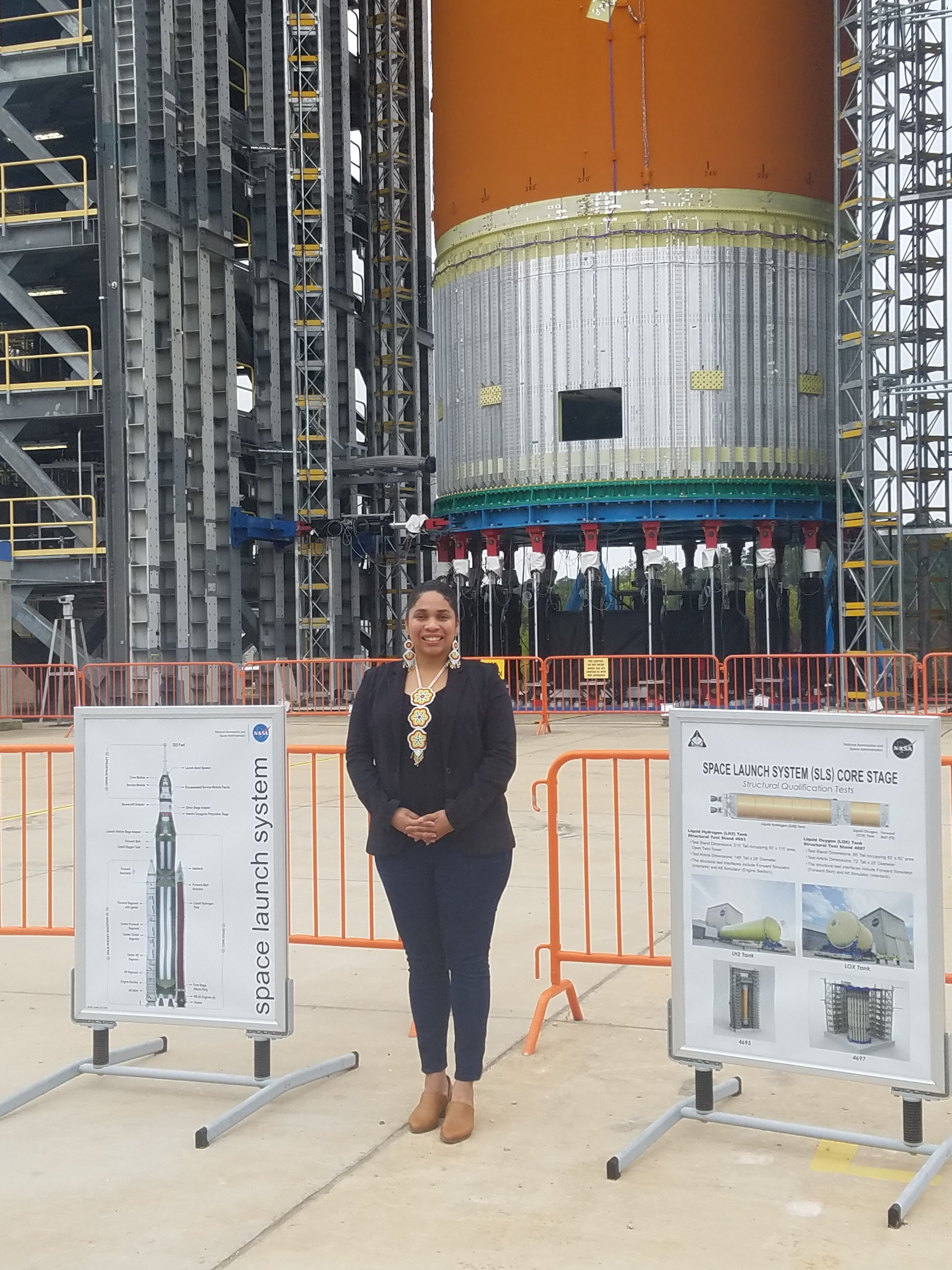
Valerino auf dem Gelände des Space-Launch-System-Programms der NASA (2019).

## Engagement
Valerino hat sich für die Rekrutierung und Förderung der Teilnahme unterrepräsentierter Gruppen an der Wissenschaft eingesetzt. So arbeitete sie unter anderem mit Soledad O’Brien zusammen, um schwarze und lateinamerikanische junge Frauen auf dem PowHERful Summit zu ermutigen, eine MINT-Karriere einzuschlagen. Im Jahr 2016 erhielt sie den Bildungspreis der National Association for the Advancement of Colored People. 2017 unterstützte Valerino 21st Century Fox bei der Werbung für den Film Hidden Figures, der die Rolle herausragender afroamerikanischer Mathematiker und Wissenschaftler im Apollo-Programm zeigt.
Valerino ist ein Fan von Comics. Sie hat auch in Podcasts über starke Frauen in Graphic Novels gesprochen.

## Veröffentlichungen (Auswahl)
- mit Juan Arrieta, Christopher G. Ballard, Yungsun Hahn, Paul W. Stumpf, Sean V. Wagner. 2012. Cassini Solstice Mission Maneuver Experience: Year Two. AIAA/AAS Astrodynamics Specialist Conference. doi:10.2514/6.2012-4433
- mit Sean V. Wagner, Juan Arrieta, Yungsun Hahn, Paul W. Stumpf and Mau C. Wong. (Preprint) AAS 13-717 Cassini Solstice Mission Maneuver Experience: Year Three. trs.jpl.nasa.gov (preprint).
- mit Brent Buffington, Kevin Criddle, Yungsun Hahn, Rodica Ionasescu, Julie A. Kangas, Tomas Martin-Mur, Ralph B. Roncoli and Jon A. Sims. 2014. Preliminary Maneuver Analysis for the Europa Clipper Multiple-Flyby Mission. AIAA/AAS Astrodynamics Specialist Conference. doi:10.2514/6.2014-4461.